# 716
Évszázadok: 7. század – 8. század – 9. század
Évtizedek: 660-as évek – 670-es évek – 680-as évek – 690-es évek – 700-as évek – 710-es évek – 720-as évek – 730-as évek – 740-es évek – 750-es évek – 760-as évek
Évek: 711 – 712 – 713 – 714 –  715 – 716 – 717 – 718 – 719 – 720 – 721

## Események

### Omajjád Kalifátus
- Szulejmán kalifa meggyilkoltatja a megbízhatatlannak ítélt Abd al-Aziz ibn Músza andalúziai kormányzót (akinek apját, Músza ibn Nuszajrt előző évben megfosztotta címeitől és vagyonától). Helyére Ajjub ibn Habib al-Lahmi kerül, majd fél év múlva Al-Hurr ibn Abd al-Raḥmán, aki Córdobába helyezi át Andalúzia székhelyét.
- Jazíd ibn al-Muhallab iraki kormányzó nagy sereggel a Kaszpi-tenger déli partvidékén elterülő Gorgán és Tabarisztán fejedelemségek ellen vonul. Kezdeti sikerek után Farruhan tabarisztáni fejedelem visszaszorítja őket és és kiegyeznek adófizetésben.
- Szulejmán mekkai zarándoklatát követően összevonja a flottát és nagy sereget gyűjt, hogy elfoglalja Konstantinápolyt.

### Bizánci Birodalom
- III. Theodosziosz bizánci császár a várható arab támadás miatt, nyugati határát biztosítandó, békeszerződést köt Tervel bolgár kánnal, melyben átengedi a bolgároknak a vitatott Zagore régiót, éves adót fizet és beengedi a bolgár kereskedőket Konstantinápolyba.
- A Kis-Ázsiába betörő arabok ostrom alá veszik Amoriont. Konón, az anatóliai thema parancsnoka fellázad Theodosziosz ellen és III. León néven császárrá kiáltja ki magát. Az arabok, akik a előnyösnek ítélik a bizánciak belső megosztottságát, León kérésére feladják Amorion ostromát.

### Európa
- A Frank Birodalomban II. Chilperic király és Ragenfrid neustriai majordomus betör Austrasiába és fríz segítséggel a kölni csatában legyőzik a majordomusnak megválasztott Martell Károlyt, aki az Eifel-hegységbe menekül. Chilperic ostrom alá veszi a Plectrudis régens által tartott Kölnt, aki átadja nekik a kincstár egy részét és elismeri Ragenfrid majordomuszságát. A visszavonuló neustriai hadsereget Martell Károly meglepetésszerűen megtámadja, az amblève-i csatában legyőzi őket és megszerzi a kincseket.
- Radbod fríz király csapataival egészen Kölnig dúlja a birodalmat. Országából elűzi a keresztény misszionáriusokat (köztük Willibrordot), felgyújtja a templomokat és visszaállítja a pogány istenek tiszteletét.
- Az angolszász Winfrid (később Szent Bonifác) Utrechtbe hajózik, hogy segítse a frízek térítését de Radbod intézkedései meghiúsítják munkáját.
- Ceolred merciai király egy lakomán rohamot kap és meghal. Az általa száműzött Æthelbald visszatér és elfoglalja a trónt.
- Az éppen csak nagykorúvá vált I. Osred northumbriai király meghal, feltehetően a piktek ölik meg egy összecsapásban. Utóda rokona, Coenred.

### Ázsia
- Kapagan türk kagánt egy rajtaütésben megölik és fejét elküldik a kínai császárnak. Utóda fia, Inel.

## Halálozások
- Tang Zsuj-cung, kínai császár
- Músza ibn Nuszajr, arab hadvezér
- Abd al-Aziz ibn Músza, arab hadvezér
- Ceolred, merciai király
- I. Osred, northumbriai király
- Kapagan, türk kagán

## Fordítás
- Ez a szócikk részben vagy egészben  a(z)   716 című angol Wikipédia-szócikk ezen változatának fordításán alapul.  Az eredeti cikk szerkesztőit annak laptörténete sorolja fel. Ez a jelzés csupán a megfogalmazás eredetét és a szerzői jogokat jelzi, nem szolgál a cikkben szereplő információk forrásmegjelöléseként.